# Yánnis Skopelítis
Yánnis Skopelítis (en grec moderne : Γιάννης Σκοπελίτης) est un footballeur grec né le 2 mars 1978 à Athènes (Grèce). Il évolue au Nea Salamina Famagouste au poste de milieu de terrain.

## Carrière
- 1996-1997 :  Apollon Kalamarias
- 1997-2000 :  AO Aigáleo
- 2000-2001 :  Wisła Cracovie
- 2001-2005 :  AO Aigáleo
- 2005-2006 :  Portsmouth
- 2006-2007 :  AO Aigáleo
- 2007 :  Anorthosis Famagouste
- 2008 :  Atromitos FC
- 2008-2011 :  Anorthosis Famagouste
- 2011-2012 :  AEK Larnaca
- depuis 2012 :  Anorthosis Famagouste

## Palmarès
- Championnat de Chypre :
  - Vice-champion en 2010 (Anorthosis Famagouste).